# Yamas
Yamas, així com el seu complement (Niyamas), representen un conjunt de regles ètiques que tenen lloc en la religió de l'hinduisme i en el Ioga. Són imperatius morals, comandaments, regles o metes. Les cinc Niyamas del sistema yógico clàssic de Patañjali, són recomanacions personals per viure millor i en harmonia individual i amb l'entorn.

## Cinc Yamas
Les cinc yamas assenyalades per Patañjali en el Iogesūtra 2.30 són:
1. Ahiṃsā (अहिंसा): No violència, no danyar a altres éssers vius. Vol dir no violència, no violència cap els altres ni cap a nosaltres mateixos, en pensament, paraula i obra (com diria el catolicisme), cal poder manejar l'agressivitat, sense més agressivitat, poder treballar sobre ella i dominar-la per poder saber respondre de la manera correcta quan s'estigui experimentant aquesta emoció.
2. Satya (सत्य): ser veritable, dir no a la falsedat. Amor a la veritat, és viure i relacionar-se, amb el món i amb un mateix en tots els sentits sobre la base de la veritat, de la sinceritat; és poder ser autèntics, únics, i sense falsedats, o màscares que ocultin la veritable personalitat i sentiment a les persones. És ser capços de poder transmetre i manejar la veritat sense ferir als altres.
3. Asteya (अस्तेय): No robar. Estar lliure d'avarícia, de les ganes d'adquirir, de posseir, de tenir, és també no apropiar-se d'allò que és aliè, no apropiar-se d'idees, pensaments, temps dels altres. En el Ioga en la pràctica de les Asanas asteya seria no lastimar el cos per poder arribar més a una posició que encara no surt com es vol, o no tractar de forçar un procés intern que porta el seu temps i comprensió realitzar-ho.
4. Brahmacarya (ब्रह्मचर्य): fidelitat, no estafar al teu company. El control del plaer sensual, el control i regulació de l'energia que causen les apetències i els plaers, és el com se sobreposa la persona davant aquest desig, i no el desig davant la persona, és poder prendre el control, ser conscient i fluir de manera correcta amb aquest alguna cosa. És la unió de l'ànima i l'acció o el moviment.
5. Aparigraha (अपरिग्रहः): no avarícia, no posesividad. És la renuncia a tot, persones, coses, passat, present, futur, accions, resultats, evolució, emocions, llocs, parts de la personalitat d'un mateix, etcètera. És poder desprendre's d'això que creiem que som, i del que conforma les nostres vides; acceptar que gens és permanent, (ni la personalitat) un dia es té aquest alguna cosa, un altre dia no, la vida (i tot el que la conforma) es mou, no és estàtica, està en constant canvi, en constant renovació, Aparighraha és acceptar aquest canvi.

## Deu Yamas
Les 10 yamas figurades per Śāṇḍilya Upanishad, així com per Svātmārādt. són:
1. Ahiṃsā (अहिंसा): No violència.
2. Satya : Sinceritat, veracitat.
3. Asteya: No robar.
4. Brahmacharya : continència.
5. Kṣamā(क्षमा): oblit, oblidar.
6. Dhṛtu (धृति): fortalesa.
7. Dayā(दया): compassió.
8. Ārjava (आर्जव): No hipocresia, sinceritat.
9. Mitāhāra (मितहार): dieta controlada.
10. Śauca (शौच): puresa, neteja.

## Nota
Les Yamas estan relacionades amb les Niyamas en els textos hindús de l'antiguitat i de l'edat mitjana. Mentre que les Yamas són les restriccions ("no accions") de la vida virtuosa, les Niyamas són els compliments o pràctiques ("accions").